# さよならを教えて (フランソワーズ・アルディの曲)
「さよならを教えて」（原題： Comment te dire adieu）は、フランスの歌手、フランソワーズ・アルディが1968年に発表した楽曲。オリジナルはアーノルド・ゴーランドとジャック・ゴールドが作詞作曲したアメリカのポピュラーソング「It Hurts to Say Goodbye」で、セルジュ・ゲンスブールがフランス語の詞を付けた。

## 概要
アーノルド・ゴーランドとジャック・ゴールドが書いた「It Hurts to Say Goodbye」は、マーガレット・ホワイティングが1966年に発表したアルバム『The Wheel of Hurt』に収録され、翌1967年にヴェラ・リンのカバー・バージョンがヒットした（ビルボード・イージーリスニング・チャート7位）。同じ年、カナダのモントリオール出身の歌手、ジネット・リノが「Avant de dire adieu」というタイトルでフランス語でカバー。
ここまではオーソドックスな曲調のバラードであった。ブラジルのオルガン奏者、ワルター・ワンダレイがビートを効かせたインストゥルメンタル・バージョンを発表したことから運命は変わった。フランソワーズ・アルディがアップテンポの本作品のインストゥルメンタル（演奏者不明）をどこかで聴き、アルディのマネージャーがそれを元にしたフランス語詞をセルジュ・ゲンスブールに依頼することとなった。
1968年、アルディはシングルのA面として発表。B面はゲンスブールが書いた「愛の欠乏（L'Anamour）」だった。4曲入りのEPにはレナード・コーエンの「スザンヌ」のフランス語カバーも収録された。同年11月に同名のアルバムに収録。
アルディはイタリア語バージョン（「Il pretesto」、1969年のシングル）とドイツ語バージョン（「Was mach' ich ohne dich」、1970年のアルバム『Träume』）も録音している。

## その他のバージョン
- アンニ＝フリッド・リングスタッド - 1969年のシングル。スウェーデン語詞。タイトルは「Så synd du måste gå」。
- 木之内みどり - 1976年のアルバム『透明のスケッチ』に収録。日本語詞。タイトルは「涙が微笑みにかわるまで」。
- 戸川純 - 1985年のアルバム『好き好き大好き』に収録。日本語詞。タイトルは「さよならをおしえて」。
- ジミー・ソマーヴィル（英語版） - 1989年のシングル。ジューン・マイルズ・キングストン（英語版）とのデュエット。
- ジェーン・バーキン - 1996年のアルバム『Versions Jane』に収録[4]。
- 佳村さちか - 1999年のシングル。
- 舟木智介（Orange Lounge名義） - 2001年9月28日に稼働した「beatmania IIDX 6th style」にカバーとして収録。タイトルはアーケード版6th styleでは「Retrospective Song」。6th styleサウンド・トラック・PS2版6th style・アーケード版7th style以降は「Comment te dire adieu」。
- モンテフィオーリ・カクテル（イタリア語版） - 2003年のアルバム『Raccolta n.3』に収録。
- カヒミ・カリィ - 2007年のコンピレーション・アルバム『Specialothers』に収録。フランス語詞。
- ストリング・スイング - 2009年のアルバム『Waiting for the Good Times』に収録。
- MEG - 2012年のアルバム『LA JAPONAISE』にボーナス・トラックとして収録。
- カミーユ・ベルトー - 2018年のアルバム『Pas de géant』に収録。
- 竹内まりや - 2019年のコンピレーション・アルバム『Turntable』に収録。